# 华盛顿鹰

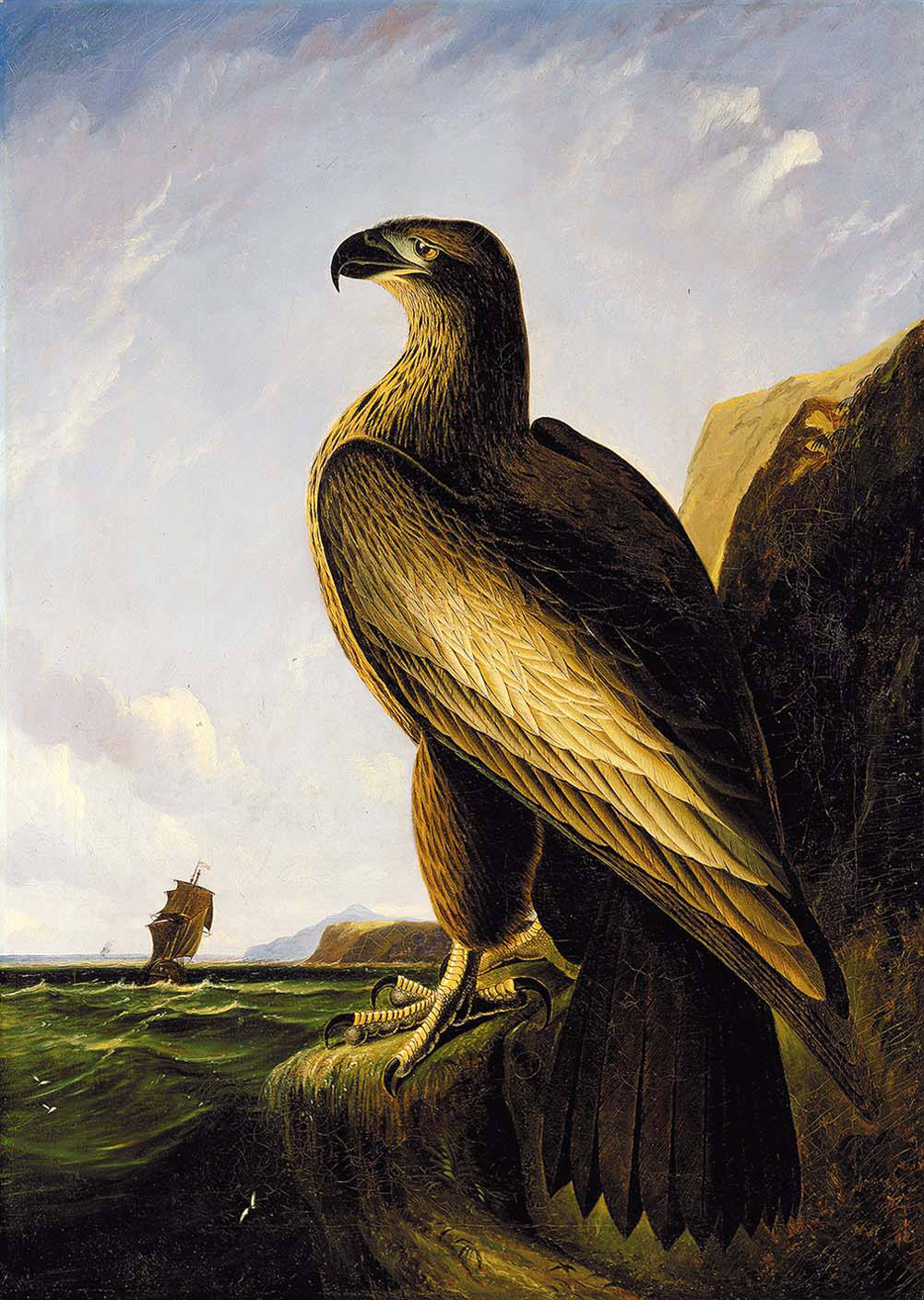
華盛頓鷹的圖繪

华盛顿鹰（英语：Washington's Eagle）是一种未被确认的巨型鹰类，由美国博物学家约翰·詹姆斯·奥杜邦发现与记录。1814年2月，约翰·詹姆斯·奥杜邦与一位加拿大商人在密西西比河目击一只类似白头海雕未知的鹰类，后者表示这是一种罕见的鸟类，在五大湖出没且拥有捕鱼能力，奥杜邦认为这是一种原产于美国北方的鸟类新种。在随后的几年，奥杜邦另有4次目击，在肯塔基州的目击中，他成功射杀一只华盛顿鹰。在与友人Adam Rankin一同经过研究后，奥杜邦认定标本属于新种，命名了学名：Falco washingonii ，并将其收录至《美国鸟类》中。
在奥杜邦晚年时，鸟类学家对华盛顿鹰的真实性与数据准确度提出质疑与批评。根据奥杜邦的数据：华盛顿鹰站立高3英尺7英寸，翼展10英尺2英寸，体型远超已知北美猛禽。批评者认为奥杜邦的测量是粗糙的，华盛顿鹰只是金雕或未成年白头海雕甚至是一个骗局或恶作剧。科学杂志《美国博物学家》在奥杜邦逝世后批评华盛顿鹰是「业余鸟类学家」才会承认的有效物种。在奥杜邦描述后，曾有数次捕获华盛顿鹰的记录，但包括奥杜邦本人保存的标本在内，已知标本状况如下：皮尔博物馆（因火灾被焚毁）、伦敦林奈学会（标本被拍卖，下落不明）、新英格兰博物馆（New England Museum，失踪）、波士顿自然历史学会（失踪）、奥杜邦标本（失踪）。
在华盛顿鹰被鸟类学界承认有效性后，曾有过其他目击者发现华盛顿鹰的报告，这其中包括博物学家莱米尔·海沃德（Lemuel Hayward）与鸟类学家托马斯·纳托尔（Thomas Nuttall），后者甚至捕获一只华盛顿鹰并饲养一段时间，但之后制作的标本被伦敦林奈学会拍卖而下落不明。在现代，一些研究者对过去的批评提出质疑，比如野生动物研究者Scott Maruna。他指出过去的一些批评是存在漏洞的，奥杜邦是一位资深画家与鸟类观察者，他在目击后立即进行详细绘图，并使用双重网格系统保证精确度，因此除非奥杜邦故意扭曲尺寸，否则数据是真实可靠的。英国动物学与神秘动物学家卡尔·舒克博士认为奥杜邦对金雕与白头海雕是非常熟悉的，加之华盛顿鹰曾有多起目击纪录，因此不排除美洲确实存在一种未知大型鹰类。